# Desaix (croiseur)
Pour les articles homonymes, voir Desaix (homonymie).
Le Desaix est l’un des trois croiseurs cuirassés de classe Dupleix construits pour la marine nationale française dans la première décennie du XXe siècle. Conçus pour le service outre-mer et armés de huit canons de 164 millimètres, ces navires étaient plus petits et moins puissants que leurs prédécesseurs. Achevé en 1904, le Desaix est initialement affecté à l’Escadre de la Méditerranée avant d’être transféré l’année suivante à la Division de l'Atlantique, où il sert de navire amiral. Le croiseur est retourné en Méditerranée en 1906, mais il n’y est resté qu’un an avant de rejoindre la division de l’Atlantique. Le Desaix est mis en réserve de 1909 à 1914.
Alors que les tensions internationales augmentaient peu avant le début de la Première Guerre mondiale, en août 1914, le navire a été réactivé. Lorsque la guerre a commencé, il a été affecté à la protection de la navigation alliée dans la Manche et à l’interception des navires allemands qui tentaient d’y passer. Transféré en Méditerranée au début de l’année 1915, le Desaix passa l’année suivante à patrouiller au large des côtes du Levant ottoman et en Méditerranée centrale. Pour aider à protéger les navires de commerce alliés contre les raids allemands, le navire a été transféré en Afrique-Occidentale française au milieu de l’année 1916 et il y est resté pendant le reste de la guerre. Il sert dans la Division navale d'Extrême-Orient en 1919-1921 et est retiré du service peu après son retour. Le Desaix fut vendu à la ferraille en 1927.

## Conception

### Dimensions
Les navires de la classe Dupleix étaient beaucoup plus petits et plus légèrement armés que la Jeanne d'Arc précédente. Ils mesuraient 132,1 mètres avec un maître-bau de 17,8 mètres et avaient un tirant d'eau de 7,46 mètres. Les croiseurs avaient un déplacement de 7700 tonnes. Ils avaient normalement un équipage de 19 officiers et 550 hommes du rang, mais ils pouvaient accueillir 24 officiers et 583 hommes du rang lorsqu’ils servaient comme navire amiral.

### Propulsion
La propulsion des navires se composait de trois moteurs à vapeur verticaux à triple expansion, chacun entraînant un arbre d'hélice, en utilisant la vapeur fournie par des chaudières à tubes d'eau, mais les types de machines différaient entre les navires. Le Desaix avait des moteurs à quatre cylindres alimentés par 24 chaudières Belleville, conçues pour produire un total de 17100 chevaux (12600 kW) destinés à lui donner une vitesse maximale de 21 nœuds (39 km/h). Bien qu’il ait dépassé sa puissance nominale, le navire n’a pas atteint sa vitesse nominale lors de ses essais en mer du 17 novembre 1903, n’atteignant que 20,6 nœuds (38,2 km/h) et produisant 17861 chevaux (1377 kW). Les navires transportaient jusqu’à 1200 tonnes de charbon et pouvaient naviguer à la vapeur à une vitesse de 10 nœuds (19 km/h) sur une distance de 11550 km (6450 milles marins).

### Armement et protection
Les navires de la classe Dupleix avaient un armement principal composé de huit canons de 164 mm modèle 1893-1896 à tir rapide (QF). Ils étaient montés dans quatre tourelles doubles, une à l’avant et une à l’arrière des superstructures, et une paire de tourelles latérales au milieu du navire. L’armement secondaire consistait en quatre canons QF de 100 mm modèle 1893 montés sur des affûts simples dans des barbettes dans la coque. Pour se défendre contre les torpilleurs, ils transportaient dix canons Hotchkiss de 47 mm et quatre canons Hotchkiss de 37 mm, tous en affûts simples. Le navire était également équipé de deux tubes lance-torpilles de 450 millimètres au-dessus de l’eau, un sur chaque bord.
La ceinture blindée, en acier au nickel, des croiseurs de la classe Dupleix couvrait toute la longueur de la ligne de flottaison, sauf 18,9 mètres à l’arrière. Le blindage de la ceinture était de 102 millimètres d’épaisseur, bien qu’il ait été réduit à 84 millimètres devant la tourelle avant. Le pont de protection incurvé avait une épaisseur totale de 42 millimètres sur la partie plate et de 70 millimètres sur la partie incurvée, où il rencontrait le bord inférieur de la ceinture blindée. La face et les côtés des tourelles de canon étaient protégés par des plaques de blindage Harvey de 110 millimètres. Le blindage des barbettes était de 120 millimètres d’épaisseur. Les canons de 100 millimètres étaient dans des embrasures non protégées dans la coque. Les côtés de la passerelle elliptique avaient une épaisseur de 100 à 120 millimètres.

## Service
Nommé d’après le général Louis Charles Antoine Desaix de l’époque de la Révolution française, le navire fut commandé aux Ateliers et chantiers de la Loire le 28 décembre 1897. La construction a été considérablement retardée lorsque la configuration de l’armement a été modifiée alors que la construction du navire avait déjà débuté. Le contrat pour le Desaix a été révisé le 3 septembre 1899 pour tenir compte des changements. La quille du croiseur a été posée au chantier naval de Nantes au début de l’année 1899 et il a été mis à l’eau le 21 mars 1901. Le Desaix commence ses essais en mer le 6 août 1902 et il est mis en service à l’issue le 5 avril 1904. Le navire coûte 19 068 975 francs.
Le Desaix a été affecté dès son achèvement à l’escadre légère de la flotte de la Méditerranée, avec son sister-ship le Kléber. En septembre 1905, le Desaix a relevé son autre sister-ship, le Dupleix, en tant que navire amiral de la division de l’Atlantique, mais il a remplacé le Kléber dans l’escadre légère quand il est retourné en Méditerranée en novembre 1906. Le Desaix rejoint la division de l’Atlantique en 1908, mais il est placé en réserve en 1909 et conserve ce statut pendant les cinq années suivantes.

### Première Guerre mondiale
Alors que les tensions augmentaient pendant la crise de juillet 1914, le Desaix, le Kléber et les autres croiseurs en réserve ont été réactivés. Les sister-ships sont affectés à la 3e division légère (3e DL) de la 2e Escadre légère qui est chargée de défendre la Manche conjointement avec les Britanniques. La 3e DL était le 4 août à son poste à l’extrémité ouest de la Manche, où elle été chargée d’intercepter la navigation allemande et de fournir une couverture lointaine aux petits navires escortant les transports de troupes transportant le Corps expéditionnaire britannique en France.
L’amélioration des défenses dans la Manche et la stabilisation du front au début de l’année 1915 ont permis aux croiseurs d’être libérés de leur tâche. Le Desaix a donc été affecté à la 3e escadre à son arrivée en Méditerranée orientale, le 16 février. L’escadre a été chargée de patrouiller dans la zone entre Port-Saïd, en Égypte, et Alexandrette, en Syrie ottomane. Le croiseur a été détaché en mai pour assister la 1ère armée navale en Méditerranée centrale à la recherche de navires allemands près des ports italiens. Le Desaix a été chargé de surveiller Palerme, en Sicile, à partir du 18 mai. Après le 6 juin, lorsque les Italiens ont accepté de reprendre cette tâche, le croiseur a été réaffecté pour renforcer la 2ème DL alors qu’il patrouillait dans la zone entre le Cap Colonna, dans le sud de l’Italie, et le point le plus à l’est de l’île grecque de Crète. Plus tard ce mois-là, il rejoint la 3e escadre et est chargé d’aider à bloquer la côte ottomane depuis Lattaquié, en Syrie, jusqu’à Mersin, avec le croiseur protégé Guichen et le porte-avions Foudre. Les navires ont aidé à secourir un groupe de réfugiés arméniens poursuivis par les Ottomans depuis les montagnes près d’Antioche, en Syrie, les 12 et 13 septembre.
Les succès remportés en 1916 par les raiders allemands, comme le Möwe, contre le trafic marchand ont poussé les Alliés à transférer des croiseurs vers l’océan Atlantique pour protéger leurs navires. En avril 1916, le Desaix rejoint ses sister-ships dans la 6e DL nouvellement créée et basée à Dakar, en Afrique Occidentale française. Pour libérer des navires pour les patrouilles plus prioritaires, la 6e DL est réduite à deux navires et rebaptisée le 18 mai 1917 « Division de la côte d’Afrique ». La division est dissoute le 14 septembre, lorsque le Dupleix est renvoyé en métropole pour être placé en réserve. Le Desaix est resté à Dakar pour le reste de la guerre, chargé d’escorter des convois dans l’Atlantique Sud.
Le navire retourne en France après la guerre, puis est affecté en 1919 à la division navale d'Extrême-Orient. Parti en novembre de cette année, son service y fut sans incident et le navire rentra en France le 31 mars 1921, après quoi il fut désarmé. Le Desaix a été rayé de la liste de la marine le 27 juillet, mais n’a été vendu à la ferraille qu’en 1927.